# Kivinen
Kivinen är en sjö i kommunen Pieksämäki i landskapet Södra Savolax i Finland. Sjön ligger 143,1 meter över havet. Arean är 75 hektar och strandlinjen är 9,87 kilometer lång. Sjön  ingår i Kymmene älvs huvudavrinningsområde.   Den ligger omkring 77 kilometer norr om S:t Michel och omkring 260 kilometer norr om Helsingfors. 
I sjön finns ön Huttukuusensaaret. 